# Holocephalus sculptus
Holocephalus sculptus är en skalbaggsart som beskrevs av Gillet 1907. Holocephalus sculptus ingår i släktet Holocephalus och familjen bladhorningar. Inga underarter finns listade i Catalogue of Life.